# Léon Escudier
Pour les articles homonymes, voir Escudier.
Jacques-Victor dit Léon Escudier, né le 15 septembre 1815 à Castelnaudary et mort le 22 juin 1881 à Paris 9e, est un journaliste, critique et éditeur musical français.

## Biographie
Escudier, qui maitrisait le violon depuis l’âge de 8 ans, a fait ses études au collège de Toulouse. Ayant perdu, en 1837, son père, Jean Pierre Escudier et sa mère, Anne Claire Bourrely, il fonde, avec son cadet Marie, une revue, le Gascon, et un journal politique, la Patrie, écrits, composés et imprimés à Toulouse par leurs propres soins. La popularité de ces publications dans le Midi ne suffisant pas aux besoins des deux frères, ils montent chercher fortune à Paris.
Désargentés, sans relations, les deux frères subsistent grâce à la publication d’articles dans le Bon Sens, puis à la Revue du XIXe siècle, où il a notamment fait connaitre à la France le poète allemand encore inconnu en France Friedrich Rückert. De 1850 à 1858, ils tiennent le feuilleton musical dans le Pays. Il a également dirigé, avec son frère et Granier de Cassagnac, le journal le Réveil qui a paru de janvier à décembre 1858.
Il prend, avec son frère la direction de la Revue du Nord et entre au Monde de l'abbé de La Mennais, auquel collabore George Sand. Il suit avec assiduité des cours en Sorbonne tout en apprenant l’harmonie et la composition avec le compositeur François Bazin et publie, avec Marie, plusieurs écrits touchant à la musique : Études biographiques sur les chanteurs contemporains, Dictionnaire de musique théorique et historique, Rossini, sa vie et ses œuvres, Vie et aventures des cantatrices célèbres.
En 1838, pour intégrer musique et pratique journalistique, les deux frères fondent, avec Jules Maurel, une maison d'édition musicale, en parallèle avec l’hebdomadaire La France musicale, destinée à lui servir d’organe de publicité, et à laquelle était annexé un comptoir de musique et une sorte d’agence lyrique et dramatique qui négociait à la fois la confection des opéras et l’engagement des artistes.
S’étant rendu en Italie, il parvient à battre au poteau l’éditeur Brandus et Cie, en achetant à Giuseppe Verdi en Italie les droits du Trouvère, dont l’immense succès a assuré la fortune de leur maison d'édition. Éditeurs attitrés de Verdi, toutes les œuvres de Verdi seront dans leur fonds de commerce.  En 1849, les deux frères éditeront également, en 1849, le Nouveau Monde de Louis Blanc et, en 1850, De la décadence de l’Angleterre de Ledru-Rollin. Escudier gagnait beaucoup d’argent malgré le désordre qui régnait dans sa boutique de la rue de Choiseul. Le contrat « léonin », qu’il avait fait signer à Verdi, a fait de lui l’éditeur le plus puissant de la place. Malgré son énorme chiffre d’affaires, il avait gardé l’habitude de payer chichement ses collaborateurs à la « pige ».
Après son mariage avec l’artiste lyrique Léopoldine-Laure Méquillet, les deux frères mettent fin à leur association. Marie prend seul la direction de La France musicale, tandis que le magasin de musique lui échoit en partage. Il fonde alors un journal de boutique, l'Art musical, et publie sous son nom seul deux volumes anecdotiques intitulés : Mes souvenirs. Les deux frères ont également écrit les paroles de la mélodie française de Verdi l’Abandonnée, dédiée à Giuseppina Strepponi, ce qui explique pourquoi elle a été publiée en 1849, dès sa réalisation, dans la France musicale.
En aout 1876, voulant faire revivre le Théâtre-Italien, menacé de disparition, il en prend la direction et l'exploite pendant deux ans. Les débuts de l'entreprise furent heureux et la partition d'Aida, encore inconnue à Paris, interprétée salle Ventadour par des artistes d'élite, a galvanisé pour quelques mois seulement ce théâtre, avant de connaitre la ruine. Après avoir monté le Capitaine Fracasse, de Catulle Mendès et Émile Pessard, il a fallu passer la main.
Sa situation commerciale compromise, il en a conçu un vif chagrin qui n’a pas été sans influence sur l’altération de sa santé. De ce moment, il n’a cessé de décliner. Il a laissé une fille, pianiste-professeur, disciple de l’École Marmontel, mariée au baron de Vandeul, et un fils, Gaston, fondateur d’une photographie artistique et créateur d’un journal de musique intitulé l’Ère musicale.
Léon Escudier avait été pendant de longues années maire de Villenoy, où il possédait une très belle propriété. Il a fondé une société de secours mutuels dont il était président. Il était décoré du Christ, de Charles III, du Nicham et de la Couronne d’Italie.
À l’issue de ses obsèques en l’église Notre-Dame-de-Lorette, il a été inhumé au cimetière du Père-Lachaise.

## Principales publications
- Études biographiques sur les chanteurs contemporains, Paris, Just Tessier, 1840, 300 p. (OCLC 1194267688, lire en ligne).
- Dictionnaire de musique théorique et historique (préf. Fromental Halévy), Paris, Édouard Dentu, 1872, 5e éd., 4, xxii, 508 p., in-16 (OCLC 763256640, lire en ligne).
- * Rossini, sa vie et ses œuvres, Paris, Édouard Dentu, 1854, xx, 338 p. (OCLC 794824380, lire en ligne).
- Vie et aventures des cantatrices célèbres : précédées des Musiciens de l'empire et suivies de la Vie anecdotique de Paganini, Paris, Édouard Dentu, 1856, 380 p., 18 cm (OCLC 763872816, lire en ligne).
- Dictionnaire de musique d’après les théoriciens : historiens et critiques les plus célèbres qui ont écrit sur la musique, Paris, Bureau central de musique, 1844, 364 p., 2 vol. in 1. in-16 (OCLC 853281, lire en ligne).
- Mes souvenirs : Les virtuoses, Paris, Édouard Dentu, 1868, 358 p., in-16 (OCLC 12354258, 1870.https://digital.ub.uni-duesseldorf.de/ihd/content/pageview/2534517).